# أوليفر جيبسون (لاعب كرة قدم أمريكية)
أوليفر جيبسون (بالإنجليزية: Oliver Gibson)‏ هو لاعب كرة قدم أمريكية أمريكي، ولد في 15 مارس 1972 في روميوفيل في الولايات المتحدة.

## وصلات خارجية
- أوليفر جيبسون على موقع كلية كرة السلة في سبورتس رفرنس.كوم (الإنجليزية)
- أوليفر جيبسون على موقع مرجع كرة القدم المحترفة.كوم (الإنجليزية)